# Herman de Coninck
Herman de Coninck (Herman August Paul De Coninck), né à Malines le 21 février 1944 et mort à Lisbonne le 22 mai 1997, est un écrivain belge d'expression néerlandaise.
Poète, essayiste, journaliste et éditeur de la revue littéraire Nieuw Wereldtijdschrift, il était aussi l'époux de l'écrivaine Kristien Hemmerechts.
Un prix Herman de Coninck est décerné depuis 2007.

## Œuvres

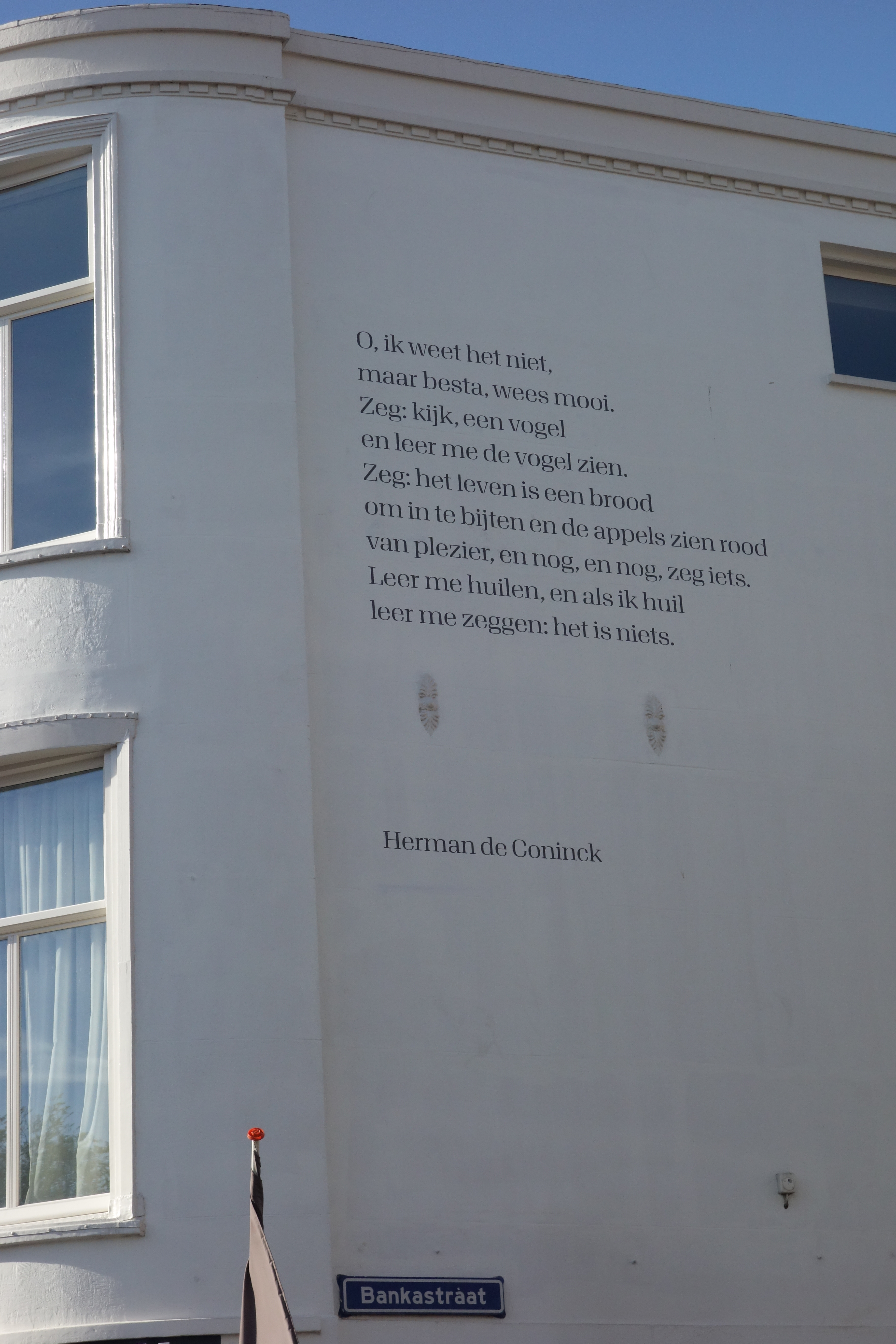
Poème de De Coninck sur un mur d'immeuble à La Haye

### Poésie
- 1969 – De lenige liefde
- 1974 - Puur natuur. Vier gedichten van Herman de Coninck en vier handgekleurde etsen van Luc Piron. Vierde deel in Hoofts Bibliofiele Serie.  Aalst : Uitgeverij Hooft.
- 1975 – Zolang er sneeuw ligt
- 1980 – Met een klank van hobo
- 1984 – Onbegonnen werk: gedichten 1964-1982
- 1985 – De hectaren van het geheugen
- 1990 – Teruggevonden gedicht
- 1991 – Enkelvoud: gedichten
- 1994 – Schoolslag: gedichten
- 1997 – Vingerafdrukken: gedichten

Herman de Coninck a aussi traduit en néerlandais la poétesse américaine Edna St. Vincent Millay (Ter ere van de goedertieren maan, 1978)

### Essais
- 1983 – Over de troost van pessimisme: essays
- 1992 – De flaptekstlezer
- 1994 – Intimiteit onder de melkweg: over poëzie
- 1995 – De vliegende keeper: essays over poëzie